# Cierzo
Cierzo - chłodny wiatr typu bora, występujący w Hiszpanii. Wieje z kierunku północnego.